# Furba
Il Furba è un torrente della Toscana, affluente del Ombrone Pistoiese, lungo circa 5 km, che nasce tra le località di Seano e Bacchereto, nel comune di Carmignano, passando per Seano e sfociando nell'Ombrone in località Poggetto, nel comune di Poggio a Caiano.

Il torrente, dopo alcuni problemi durante alcune piene, è stato interessato da lavori di creazione di casse di espansione, da utilizzare in caso di piene, per ridurre la portata di acqua che immette nell'Ombrone.